# Epidendrum leimebambense
Epidendrum leimebambense är en orkidéart som beskrevs av Eric Hágsater. Epidendrum leimebambense ingår i släktet Epidendrum och familjen orkidéer. Inga underarter finns listade i Catalogue of Life.